# David Pollet
David Pollet (La Bassée, 12 augustus 1988) is een Belgisch-Frans voetballer. Hij is een aanvaller en komt sinds augustus 2019 uit voor GFCO Ajaccio.

## Carrière

### Debuut bij Lens
David Pollet werd geboren in de Franse gemeente La Bassée en belandde in 1997 in de jeugdopleiding van RC Lens. Hij doorliep er alle jeugdreeksen en mocht in 2007 de overstap maken naar het eerste elftal. Op 24 november 2007 maakte hij zijn officieel debuut voor Lens. Pollet viel toen tegen FC Lorient na 77 minuten in voor Luigi Pieroni. Op 22 april 2008 tekende hij een contract voor drie seizoenen bij de Noord-Franse club, die aan het einde van het seizoen naar Ligue 2 zakte.

### Uitleenbeurten
In juni 2008 werd Pollet uitgeleend aan reeksgenoot Stade de Reims. Hij was er aanvankelijk een titularis, maar na een zware kuitbeenblessure raakte hij zijn plaats kwijt aan Cédric Fauré.
Na de winterstop verhuurde Lens de rijzige spits aan FC Gueugnon, dat toen in het Championnat National, de derde divisie van het Frans voetbal, vertoefde. Bij die club kwam Pollet regelmatig in actie en was hij goed voor vijf doelpunten.
Na afloop van het seizoen 2008/09 keerde de aanvaller terug naar Lens, dat hem vervolgens voor een volledig seizoen uitleende aan derdeklasser Paris FC. Pollet werd er meteen een vaste waarde en zorgde er met 22 competitiedoelpunten voor dat zijn team de zesde plaats in de rangschikking veroverde. Enkel Yassin El-Azzouzi en zijn vroegere concurrent Cédric Fauré scoorden dat seizoen meer doelpunten in het Championnat National.

### Terugkeer naar Lens
Door zijn uitstekend seizoen kon de Belgische spits rekenen op interesse van onder meer Zulte Waregem, Sporting Charleroi en enkele clubs uit Ligue 2. Pollet verlengde zijn contract bij Lens tot 2013 en overtuigde zijn coach Jean-Guy Wallemme, die stelde dat Pollet goed was "in het hoofd en met het hoofd".
Op 14 augustus 2010 maakte Pollet zijn wederoptreden op het hoogste niveau. De aanvaller mocht toen invallen tegen Arles-Avignon. Zijn eerste balcontact was meteen goed voor het enige doelpunt van de wedstrijd. Pollet leek gelanceerd, maar in oktober 2010 liep hij op training een nieuwe kuitbeenblessure op. In februari 2011 sloot Pollet zich terug aan bij de groep, maar pas in april keerde hij terug in het eerste elftal. Enkele maanden later zakte Lens opnieuw naar Ligue 2.
Na de degradatie en de komst van coach Jean-Louis Garcia groeide Pollet uit tot een vaste waarde bij Lens. Hij scoorde 11 keer in de competitie, maar slaagde er niet in om met Lens te promoveren. In de loop van het seizoen 2012/13 vertrok Pollet naar België.

### Sporting Charleroi
In de loop van het seizoen 2012/13 raakte Pollets positie bij Lens onhoudbaar. De supporters namen het hem kwalijk dat hij weigerde om zijn contract te verlengen. Op 15 januari 2013 tekende de inmiddels 24-jarige spits een contract voor 2,5 jaar bij Sporting Charleroi.
In geen tijd werd Pollet een vaste waarde bij de Zebra's. In zijn eerste maanden voor de Henegouwers was hij goed voor zes doelpunten en zorgde hij er zo mee voor dat de club in de Jupiler Pro League bleef. In het daaropvolgende seizoen zette Pollet zijn opmars verder en werd hij gelinkt aan KRC Genk en Club Brugge.

### RSC Anderlecht
Op 30 januari 2014 tekende Pollet een contract voor 4,5 jaar bij RSC Anderlecht. De Brusselaars betaalden zo'n € 2 miljoen voor zijn transfer. Pollet kreeg bij Anderlecht te maken met moordende concurrentie, hij was derde keuze in de aanval na Aleksandar Mitrović en Gohi Bi Cyriac. Na amper 12 wedstrijden te hebben gespeeld, waaronder slechts 2 basisplaatsen, trok Pollet de deur bij Anderlecht dicht en vertrok hij naar KAA Gent.

### KAA Gent
Pollet tekende bij Gent een contract voor 4 seizoenen. Hij moest er de vervanger worden van Habib Habibou, die grote belangstelling genoot van Werder Bremen. De transfer van Pollet kostte zo'n € 1,5 miljoen euro. Na een teleurstellend jaar bij de Gentenaars, keerde Pollet terug naar Sporting Charleroi.

## Statistieken
| Seizoen     | Club               | Competitie           | Competitie | Competitie | Competitie | Beker | Beker | Beker | Internationaal | Internationaal | Internationaal | Totaal | Totaal | Totaal |
| Seizoen     | Club               | Competitie           | Wed.       | Dlp.       | Ass.       | Wed.  | Dlp.  | Ass.  | Wed.           | Dlp.           | Ass.           | Wed.   | Dlp.   | Ass.   |
| ----------- | ------------------ | -------------------- | ---------- | ---------- | ---------- | ----- | ----- | ----- | -------------- | -------------- | -------------- | ------ | ------ | ------ |
| 2007/08     | RC Lens            | Ligue 1              | 1          | 0          | 0          | 0     | 0     | 0     | —              | —              | —              | 1      | 0      | 0      |
| Club Totaal | Club Totaal        | Club Totaal          | 1          | 0          | 0          | 0     | 0     | 0     | 0              | 0              | 0              | 1      | 0      | 0      |
| 2008/09     | → Reims            | Ligue 2              | 6          | 0          | 0          | 1     | 0     | 0     | —              | —              | —              | 7      | 0      | 0      |
| Club Totaal | Club Totaal        | Club Totaal          | 6          | 0          | 0          | 1     | 0     | 0     | 0              | 0              | 0              | 7      | 0      | 0      |
| 2008/09     | → Gueugnon         | Championnat National | 18         | 5          | 0          | 0     | 0     | 0     | —              | —              | —              | 18     | 5      | 0      |
| Club Totaal | Club Totaal        | Club Totaal          | 18         | 5          | 0          | 0     | 0     | 0     | 0              | 0              | 0              | 18     | 5      | 0      |
| 2009/10     | → Paris FC         | Championnat National | 35         | 22         | 0          | 0     | 0     | 0     | —              | —              | —              | 35     | 22     | 0      |
| Club Totaal | Club Totaal        | Club Totaal          | 35         | 22         | 0          | 0     | 0     | 0     | 0              | 0              | 0              | 35     | 22     | 0      |
| 2010/11     | RC Lens            | Ligue 1              | 16         | 1          | 1          | 1     | 0     | 0     | —              | —              | —              | 17     | 1      | 1      |
| 2011/12     | RC Lens            | Ligue 2              | 38         | 11         | 0          | 2     | 1     | 0     | —              | —              | —              | 40     | 12     | 0      |
| 2012/13     | RC Lens            | Ligue 2              | 18         | 4          | 1          | 2     | 0     | 0     | —              | —              | —              | 20     | 4      | 1      |
| Club Totaal | Club Totaal        | Club Totaal          | 73         | 16         | 2          | 5     | 1     | 0     | 0              | 0              | 0              | 78     | 17     | 2      |
| 2012/13     | Sporting Charleroi | Jupiler Pro League   | 14         | 6          | 0          | 0     | 0     | 0     | —              | —              | —              | 14     | 6      | 0      |
| 2013/14     | Sporting Charleroi | Jupiler Pro League   | 22         | 11         | 1          | 1     | 0     | 0     | —              | —              | —              | 23     | 11     | 1      |
| Club Totaal | Club Totaal        | Club Totaal          | 36         | 17         | 1          | 1     | 0     | 0     | 0              | 0              | 0              | 37     | 17     | 1      |
| 2013/14     | RSC Anderlecht     | Jupiler Pro League   | 12         | 2          | 2          | 0     | 0     | 0     | —              | —              | —              | 12     | 2      | 2      |
| Club Totaal | Club Totaal        | Club Totaal          | 12         | 2          | 2          | 0     | 0     | 0     | 0              | 0              | 0              | 12     | 2      | 2      |
| 2014/15     | KAA Gent           | Jupiler Pro League   | 21         | 2          | 0          | 1     | 0     | 0     | —              | —              | —              | 22     | 2      | 0      |
| Club Totaal | Club Totaal        | Club Totaal          | 21         | 2          | 0          | 1     | 0     | 0     | 0              | 0              | 0              | 22     | 2      | 0      |
| 2015/16     | Sporting Charleroi | Jupiler Pro League   | 34         | 3          | 3          | 1     | 1     | 0     | 4              | 2              | 1              | 39     | 6      | 4      |
| 2016/17     | Sporting Charleroi | Jupiler Pro League   | 32         | 8          | 1          | 2     | 0     | 1     | —              | —              | —              | 34     | 8      | 2      |
| 2017/18     | Sporting Charleroi | Jupiler Pro League   | 22         | 3          | 1          | 3     | 0     | 0     | —              | —              | —              | 25     | 3      | 1      |
| Club Totaal | Club Totaal        | Club Totaal          | 124        | 31         | 6          | 7     | 1     | 1     | 4              | 2              | 1              | 135    | 34     | 8      |
| 2018/19     | → KAS Eupen        | Jupiler Pro League   | 19         | 0          | 1          | 2     | 0     | 0     | —              | —              | —              | 21     | 0      | 1      |
| Club Totaal | Club Totaal        | Club Totaal          | 19         | 0          | 1          | 2     | 0     | 0     | 0              | 0              | 0              | 21     | 0      | 1      |
| 2019/20     | GFCO Ajaccio       | Championnat National | 17         | 8          | 0          | 2     | 0     | 0     | —              | —              | —              | 19     | 8      | 0      |
| 2020/21     | GFCO Ajaccio       | Championnat National | 8          | 5          | 0          | 4     | 1     | 0     | —              | —              | —              | 12     | 6      | 0      |
| Club Totaal | Club Totaal        | Club Totaal          | 25         | 13         | 0          | 6     | 1     | 0     | 0              | 0              | 0              | 31     | 14     | 0      |
| 2021/22     | US Avranches       | Championnat National | 27         | 8          | 1          | 0     | 0     | 0     | —              | —              | —              | 27     | 8      | 1      |
| 2022/23     | US Avranches       | Championnat National | 13         | 3          | 0          | 2     | 0     | 0     | —              | —              | —              | 15     | 3      | 0      |
| Club Totaal | Club Totaal        | Club Totaal          | 40         | 11         | 1          | 2     | 0     | 0     | 0              | 0              | 0              | 42     | 11     | 1      |
| TOTAAL      | TOTAAL             | TOTAAL               | 373        | 102        | 12         | 24    | 3     | 1     | 4              | 2              | 1              | 401    | 107    | 14     |

## Nationale ploeg
Pollet maakte deel uit van het Belgisch voetbalelftal onder 19 jaar en werd in 2007 door bondscoach Jean-François De Sart ook geselecteerd voor de beloften.

## Palmares
| Nationaal         |    |           |
| Belgisch kampioen | 2x | 2014,2015 |